# Keitarō Harada
Keitarō Harada原田慶太楼 (原田慶太楼), né le 26 février 1985 à Tokyo, est un chef d'orchestre japonais, directeur musical et dirigeant du Phoenix Youth Symphony, chef associé de l'Opéra de l'Arizona (en) et chef principal invité de l'orchestre symphonique de Sierra Vista. Il a été chef assistant de l'Orchestre symphonique de Mâcon. 

## Biographie
Né à Tokyo, Keitarō Harada étudie d'abord la musique à école internationale Sainte-Marie (en). À 17 ans, il fréquente le centre des arts d'Interlochen (en) et le Arts Camp où il donne sa première performance publique en tant que chef d'orchestre, partageant le podium avec Frederick Fennell (en). Au cours de sa dernière année à Interlochen, Harada joue dans l'émission From The Top (en) de la National Public Radio avec le pianiste Christopher O'Riley (en). L'enregistrement de Harada avec ses entretiens se trouvent sur High School Music Textbook Music! Its Role and Importance in Our Lives, Chapitre 7 : Making Musical Decisions, publié par Glencoe McGraw-Hill.
Harada commence le premier cycle à l'université de l'Illinois à Urbana-Champaign en tant qu'étudiant de saxophone de Debra Richtmeyer (en) et est diplômé en histoire de la musique. Comme chef d'orchestre, il est directeur musical de la production musicale du Broadway Cabaret à l'Université.
Au cours des étés 2004-2005, Harada fréquente des ateliers de direction d'orchestre à Saint-Pétersbourg en Russie où il travaille avec Sian Edwards (en), Adrian Gnam et Leonid Korchmar (en). Après avoir travaillé avec Adrian Gnam, Harada est nommé chef apprenti de l'orchestre symphonique de Macon en 2005. Son titre se change plus tard en chef adjoint et il devient également le chef d'orchestre de orchestre symphonique des jeunes Mercer/Macon. Harada s'inscrit à l'université Mercer à Macon en Géorgie pour obtenir son diplôme en saxophone et sa maîtrise de direction d'orchestre.
À l'issue de sa maîtrise en musique en mai 2008, il s'installe à Tucson en Arizona pour étudier avec Thomas Cockrell comme premier récipiendaire de l'Institut Rogers pour orchestre et la bourse de l'opéra Mener à l'Université de l'Arizona. La bourse comprend la conduite des ensembles de musique de l'Université et la possibilité de travailler avec le Tucson Symphony Orchestra et l'opéra de l'Arizona. Par ailleurs, Harada est chef d'orchestre du Théâtre du répertoire d'Arizona où il dirige Into The Woods (en) et The Music Man.
À l'été 2009, Harada est invité à la saison inaugurale du festival de Castletown (en) où il étudie quatre opéras de Benjamin Britten dans la propriété de Lorin Maazel. L'été suivant, James Levine et les membres de l'orchestre symphonique de Boston invitent Harada comme dirigeant Seiji Ozawa au centre musical de Tanglewood. Harada assiste Christoph von Dohnányi dans Ariadne auf Naxos de Richard Strauss et dirige le spectacle de clôture.
En mai 2010, Harada est nommé directeur musical et chef de l'« orchestre symphonique des jeunes » de Phoenix. En juin de cette même année, à l'occasion du 10e anniversaire de l'émission From The Top et en tant qu'un des 10 invités vedette, Harada est invité à revenir à l'émission afin de jouer de nouveau avec Christopher O'Riley (en)
Harada complète sa bourse de recherche de l'Université d'Arizona en décembre 2010 mais continue son travail avec l'Opéra de l'Arizona comme chef assistant. Il est également le principal chef invité de l'Orchestre symphonique de Sierra Vista, en Arizona. Il est le chef de l'Orchestre symphonique des jeunes de Phoenix et son invité mène à différents endroits à travers les États-Unis.
Harada fait ses débuts à l'opéra en mai 2011 avec l'opéra de Caroline du Nord dans une production du The Turn of the Screw de Benjamin Britten. En 2011, Harada assiste au festival de musique du Pacifique comme étudiant à l'Académie Mener où il étudie avec Fabio Luisi.

## Prix et distinctions
- 2009 : Festival de Castleton (en) - Invité par Lorin Maazel
- 2009 : 4e concours international Eduardo Mata de direction - Demi-finaliste
- 2010 : NPR, invité du 10e anniversaire de l'émission From The Top (en)
- 2010 : Centre de musique de Tanglewood (en) - Seiji Ozawa Conducting Fellow[10]
- 2011 : Concours Solti/Muti de l'Orchestre symphonique de Chicago - Demi-finaliste
- 2011 : Académie de direction du festival de musique du Pacifique - Invité par Fabio Luisi